# ستانلي غريني
ستانلي غريني (بالإنجليزية: Stanley Greene)‏ هو مصور أخبار وصحفي ومصور ورسام أمريكي، ولد في 14 فبراير 1949 في بروكلين في الولايات المتحدة، وتوفي في 19 مايو 2017 في باريس في فرنسا بسبب مرض.

## وصلات خارجية
- الموقع الرسمي
- ستانلي غريني على موقع ديسكوغز (الإنجليزية)